# Ce e nou, Scooby-Doo?
Ce e nou, Scooby-Doo? (cunoscut de asemenea ca Noile aventuri ale lui Scooby-Doo sau Ce mai faci tu, Scooby-Doo?, engleză What's New, Scooby-Doo?) este un serial de animație american produs de Warner Bros. Animation pentru Kids' WB. Este a noua încarnare a francizei Hanna-Barbera Scooby-Doo și o reîntoarcere la formatul serialului original Scooby-Doo, unde ești tu!. A fost primul serial al francizei de peste un deceniu de la Un cățel numit Scooby-Doo.
Acesta este primul serial Scooby-Doo cu Mindy Cohn și Grey DeLisle dublându-le pe Velma și respectiv Daphne, precum și ultimul cu Casey Kasem dublându-l pe Shaggy.

## Producție
Cu pensionarea lui Don Messick în 1996 (a murit anul următor), Frank Welker, vocea lui Fred, a luat vocea lui Scooby (înainte s-o ia Welker, după moartea lui Messick, Scooby a fost jucat de Hadley Kay în episodul Johnny Bravo "Bravo Dooby Doo" și Scott Innes în filmele direct-pe-video din 1998 până în 2001). Casey Kasem s-a întors să-l joace pe Shaggy (pentru că producătorii au decis să-l facă vegetarian), Grey DeLisle a jucat-o lui Daphne (care a jucat-o anterior în Scooby-Doo și Vânătoarea de Viruși, după Mary Kay Bergman, care a murit în 1999), în timp ce actrița anterioară din The Facts of Life, Mindy Cohn a luat rolul lui Velma devreme ce B. J. Ward nu era disponibilă.
Noul serial urmărește același format ca Scooby-Doo, unde ești tu!, dar este reimaginat având loc în secolul 21 și este mult mai "realistic" decât cel anterior, incarnații mai animate, și are muzică din genuri contemporare și noi-nouțe, efecte sonore originale să înlocuiască efectele sonore clasice Hanna-Barbera. Chiar și un sunet distinctiv de tunet care a fost folosit în mod frecvent în seriale Scooby-Doo mai vechi a fost folosit foarte rar în acest serial. O pistă de râsete a fost folosită doar pentru episodul special de Halloween. Formula clasică a fost de asemenea parodiată în mod frecvent pretutindeni (într-o manieră similară cu Un cățel numit Scooby Doo), cum ar fi fraza "Și aș fi reușit dacă nu vă băgați voi, copii băgăcioși!". Ca atare, se întoarce la versiunea obișnuită a oamenilor deghizați în monștri, decât monștri adevărați și fantome din anterioarele patru filme direct-pe-video (sau versiunea din anii 80 care a precedat-o).
A fost produs de Warner Bros., faimos pentru a da viață personajelor Looney Tunes, care în acest timp a absorbit Hanna-Barbera. La fel ca la fostele proprietăți Hanna-Barbera, Hanna-Barbera încă este creditată ca deținătorul drepturilor de autor, și Joseph Barbera a servit ca producător executiv.
Banda Simple Plan este în mod puternic conectatcă cu Ce e nou, Scooby-Doo?. Ei au performat tema muzicală (scriscă de Rich Dickerson) și ei înșiși au apărut în episodul "Simple Plan and the Invisible Madman". Două din cântecele lor au apărut în scenele de fugărit: "I'd Do Anything" în episodul "It's Mean, It's Green, It's the Mystery Machine" și "You Don't Mean Anything" în "Simple Plan and the Invisible Madman". De-asemenea, au contribuit la filmul teatral Scooby-Doo 2: Monștrii dezlănțuiți.
Ce e nou, Scooby-Doo? s-a difuzat pentru trei sezoane pe Kids' WB ca un program de jumătate de oră, înainte să fie pus într-un hiatus nedefinit în 2005. Reluările sunt difuzate pe Cartoon Network. Fiecare sezon conține 13 episoade normale și un unul special de sărbători.  In Romania, a fost difuzat pe Cartoon Network pana in 2013, iar pe Boomerang pana in 2018. In 2018 a fost scos de pe Boomerang deoarece in Cehia, serialul nu are dublaj în cehă.
Ce e nou, Scooby-Doo? a început să se difuzeze pe CBBC la ora 4 dimineața toată săptămâna. A debutat de asemenea pe Boomerang și Cartoon Network.

## Personaje
- Scooby-Doo
- Shaggy Rogers
- Daphne Blake
- Fred Jones
- Velma Dinkley

## Vocile în engleză
- Scooby-Doo - Frank Welker
- Shaggy Rogers - Casey Kasem
- Fred Jones - Frank Welker
- Daphne Blake - Grey DeLisle-Griffin
- Velma Dinkley - Mindy Cohn

## Episoade
| Nr                    | Titlu român (Cartoon Network, Boomerang)       | Titlu român                                          | Titlu englez                                      | Răufăcător                                         |
| --------------------- | ---------------------------------------------- | ---------------------------------------------------- | ------------------------------------------------- | -------------------------------------------------- |
|                       |                                                |                                                      |                                                   |                                                    |
| SEZONUL 1 (2002-2003) |                                                |                                                      |                                                   |                                                    |
|                       |                                                |                                                      |                                                   |                                                    |
| 01                    | Nimeni nu vrea să-l vadă pe monstrul de zăpadă | Nimic nu se compară cu fiara zăpezii                 | There’s No Creature Like Snow Creature            | Monstrul de zăpadă                                 |
|                       |                                                |                                                      |                                                   |                                                    |
| 02                    | Maimuța spațială                               | '                                                    | Space Ape At The Cape                             | Extraterestrul                                     |
|                       |                                                |                                                      |                                                   |                                                    |
| 03                    | Structură 3-d                                  | '                                                    | 3-D Struction                                     | Gigantozaurul                                      |
|                       |                                                |                                                      |                                                   |                                                    |
| 04                    | Sperietură mare în est                         | Marea sperietură                                     | Big Scare In The Big Easy                         | Fantomele lui Jed și Caleb Leland                  |
|                       |                                                |                                                      |                                                   |                                                    |
| 05                    | E rea, e verde, e Mașina Misterelor            | E rea, e verde, e mașina misterioasă                 | It’s Mean, It’s Green, It’s The Mystery Machine   | Mașina Misterelor posedată                         |
|                       |                                                |                                                      |                                                   |                                                    |
| 06                    | Viva Las Vegas                                 | Riva Ras Vegas                                       | Riva Ras Vegas                                    | Fantoma lui Rufus Racous                           |
|                       |                                                |                                                      |                                                   |                                                    |
| 07                    | Caruselul cu fantome                           | '                                                    | Roller Ghoster Ride                               | Fantoma pe role                                    |
|                       |                                                |                                                      |                                                   |                                                    |
| 08                    | Safari cu peripeții                            | '                                                    | Safari, So Goodi!                                 | Demonii junglei                                    |
|                       |                                                |                                                      |                                                   |                                                    |
| 09                    | Monstrul cel mare din marea mare               | Monștrii marini la mal                               | She Sees Sea Monsters By The Sea Shore            | Șarpele de mare Motoshandu                         |
|                       |                                                |                                                      |                                                   |                                                    |
| 10                    | Crăciunul lui Scooby-Doo                       | Crăciun cu Scooby-Doo                                | A Scooby-Doo Christmas                            | Omul de zăpadă fără cap                            |
|                       |                                                |                                                      |                                                   |                                                    |
| 11                    | Fantoma de jucărie                             | Păpușa sperietoare                                   | Toy Scary Boo                                     | Jucăriile care prind viață                         |
|                       |                                                |                                                      |                                                   |                                                    |
| 12                    | Lumini! Cameră! Dezastru!                      | '                                                    | Lights! Camera! Mayhem!                           | Fantoma fără față                                  |
|                       |                                                |                                                      |                                                   |                                                    |
| 13                    | Aventuri în Pompei                             | '                                                    | Pompeii And Circumstance                          | Gladiatorul Zombie                                 |
|                       |                                                |                                                      |                                                   |                                                    |
| 14                    | Nenatural                                      | '                                                    | The Unnatural                                     | Fantoma lui Cab Craig                              |
|                       |                                                |                                                      |                                                   |                                                    |
| SEZONUL 2 (2003-2004) |                                                |                                                      |                                                   |                                                    |
|                       |                                                |                                                      |                                                   |                                                    |
| 15                    | Casa viitorului                                | Casa groazei din viitor                              | High-Tech House Of Horrors                        | Casa High-Tech                                     |
|                       |                                                |                                                      |                                                   |                                                    |
| 16                    | Marele dragon                                  | Dragonul din Glasburro                               | Large Dragon At Large                             | Dragonul din Glasburro                             |
|                       |                                                |                                                      |                                                   |                                                    |
| 17                    | Mumia sperie cel mai rău                       | '                                                    | Mummy Scary Best                                  | Mumia                                              |
|                       |                                                |                                                      |                                                   |                                                    |
| 18                    | Poftă mare în micul Tokyo                      | Poftă bună în micul Tokyo                            | Big Appetite In Little Tokio                      | Shaggy de 30 de metri                              |
|                       |                                                |                                                      |                                                   |                                                    |
| 19                    | Rapid și virmănos                              | Viermele uriaș                                       | The Fast And The Wormious                         | Viermele gigant                                    |
|                       |                                                |                                                      |                                                   |                                                    |
| 20                    | Halloween cu Scooby-Doo                        | '                                                    | A Scooby-Doo Halloween                            | Sperietoarele de ciori și fantoma lui Hank Banning |
|                       |                                                |                                                      |                                                   |                                                    |
| 21                    | Drumul spre casă                               | '                                                    | Homeward Hound                                    | Creatura pisică                                    |
|                       |                                                |                                                      |                                                   |                                                    |
| 22                    | Vampirul lovește din nou                       | Vampirul lovește din nou                             | The Vampire Strikes Back                          | Vampirul                                           |
|                       |                                                |                                                      |                                                   |                                                    |
| 23                    | Poveste în Grecia                              | De neînțeles pentru Scooby                           | It's All Greek to Scooby                          | Centaurul                                          |
|                       |                                                |                                                      |                                                   |                                                    |
| 24                    | Un monstru mai vechi în Noul Mexico            | '                                                    | New Mexico, Old Monster                           | Pasărea Wakumi                                     |
|                       |                                                |                                                      |                                                   |                                                    |
| 25                    | Rețetă pentru un dezastru                      | '                                                    | Recipe for Disaster                               | Monstrul de Scooby Snacks-uri                      |
|                       |                                                |                                                      |                                                   |                                                    |
| 26                    | Un simplu plan pentru nebunul invizibil        | '                                                    | Simple Plan and the Invisible Madman              | Nebunul invizibil                                  |
|                       |                                                |                                                      |                                                   |                                                    |
| 27                    | Unchiul Scooby și Antarctica                   | Unchiul Scooby și Antarctica                         | Uncle Scooby and Antarctica                       | Monstrul din adâncuri                              |
|                       |                                                |                                                      |                                                   |                                                    |
| 28                    | San Franpsycho                                 | San Franfrică                                        | San Franpsycho                                    | San Franpsycho                                     |
|                       |                                                |                                                      |                                                   |                                                    |
| SEZONUL 3 (2005-2006) |                                                |                                                      |                                                   |                                                    |
|                       |                                                |                                                      |                                                   |                                                    |
| 29                    | Spaima vasului cu far                          | '                                                    | Fright House of a Lighthouse                      | Paznicul fantomă și scheletele                     |
|                       |                                                |                                                      |                                                   |                                                    |
| 30                    | Spre vest, tinere Scoob                        | Spre vest, tinere Scoob                              | Go West, Young Scoob                              | Oțel Rece și banda lui de roboți                   |
|                       |                                                |                                                      |                                                   |                                                    |
| 31                    | Scooby-Doo și ziua îndrăgostiților             | Scooby-Doo de Sfântul Valentin                       | A Scooby-Doo Valentine                            | Clonele malefice ale Echipei Misterelor            |
|                       |                                                |                                                      |                                                   |                                                    |
| 32                    | Maniacii luptelor                              | Maniacii de Wrestling                                | Wrestle Maniacs                                   | Titanic Twist                                      |
|                       |                                                |                                                      |                                                   |                                                    |
| 33                    | Ești gata să sperii                            | '                                                    | Ready to Scare                                    | Garguiul                                           |
|                       |                                                |                                                      |                                                   |                                                    |
| 34                    | Crescătorie și pericol                         | '                                                    | Farmed and Dangerous                              | Fermierul demon                                    |
|                       |                                                |                                                      |                                                   |                                                    |
| 35                    | Monstrul de gheață                             | Diamantele sunt cel mai bun prieten al fantomei      | Diamonds Are a Ghoul's Best Friend                | Creatura de gheață                                 |
|                       |                                                |                                                      |                                                   |                                                    |
| 36                    | Clovnul uriaș                                  | O rundă îngrozitoare cu un amenințător clovn metalic | A Terrifying Round with a Menacing Metallic Clown | Clovnul de metal                                   |
|                       |                                                |                                                      |                                                   |                                                    |
| 37                    | Toxico-teroarea                                | Tabăra Vinosătesperii                                | Camp Comeoniwannascareya                          | Teroarea toxică                                    |
|                       |                                                |                                                      |                                                   |                                                    |
| 38                    | Teroare în Hong Kong                           | Teroare în Hong Kong                                 | Block-Long Hong Kong Terror                       | Dragonul din Hong Kong                             |
|                       |                                                |                                                      |                                                   |                                                    |
| 39                    | Domnilor, porniți-vă monstrul!                 | '                                                    | Gentlemen, Start Your Monsters!                   | Pilotul schelet                                    |
|                       |                                                |                                                      |                                                   |                                                    |
| 40                    | Lăbuța aurie                                   | Lăbuța de aur                                        | Gold Paw                                          | Monstrul aurului                                   |
|                       |                                                |                                                      |                                                   |                                                    |
| 41                    | Reciful de corali                              | Reciful ucigaș                                       | Reef Grief!                                       | Creatura de corali                                 |
|                       |                                                |                                                      |                                                   |                                                    |
| 42                    | Țipăt virtual                                  | '                                                    | E-Scream                                          | extraterestii                                      |
|                       |                                                |                                                      |                                                   |                                                    |